# 斗六郡
斗六郡（とろくぐん）は、日本統治時代の台湾に存在した行政区画の一つであり、台南州に属した。

## 概要
斗六街、斗南街、古坑庄、大埤庄、莿桐庄の2街3庄を管轄し、郡役所は斗六街に置かれた。郡域は現在の雲林県斗六市、斗南鎮、林内郷、古坑郷、大埤郷、莿桐郷に当たる。
1945年3月に重慶国民政府が策定した台湾接管計画綱要地方政制により台中州竹山郡・新高郡と合併し、斗六県とする案があったが、政制の廃止により計画は消滅した。

## 歴代首長

### 郡守
- 山口徳治[1]
- 石井善次[2]
- 倉内孝[3]
- 齋藤捨雄[4]
- 中松乙彦：1936年12月26日-[5]
- 若森倫次郎：1939年1月26日-[6]
- 渡部政鬼：1939年11月16日-[7][8]
- 中山義男：1942年4月15日-[9][10]